# Noubkhaes
Noubkhaes (l’Or [= Hathor ] apparaît) est une ancienne reine égyptienne avec les titres de « Grande épouse royale » et « Celle unie à la beauté de la couronne blanche  ». Elle n'est connue jusqu'à présent que par sa stèle familiale maintenant au Louvre et quelques références ultérieures. La stèle est le principal monument de la reine. Sur celle-ci est mentionné son père Dedousobek Bebi et d'autres membres de la famille, dont beaucoup sont des hauts fonctionnaires. Ceux-ci sont tous datés de l'époque du roi Khâneferrê Sobekhotep.
Le mari de la reine n'est pas mentionné sur la stèle, mais on suppose qu'il était l'un des successeurs de Khâneferrê Sobekhotep, comme sa femme est connue et Noubkhaes appartient à une génération après Khâneferrê Sobekhotep. Khons était une fille de la reine. Elle a épousé un vizir venant d'El Kab.

## Théories
Aidan Mark Dodson et Dyan Hilton suggèrent qu'elle était mariée à Merhoteprê Sobekhotep, Khâhoteprê Sobekhotep ou Ouahibrê Ibiâou.